# Фрідріх Крішер Едлер фон Верегг
Фрідріх Крішер Едлер фон Верегг (нім. Friedrich Krischer Edler von Wehregg; 16 листопада 1889, Карансебеш — 14 травня 1944, Відень) — австрійський і німецький офіцер, генерал-лейтенант вермахту. Кавалер Німецького хреста в золоті.

## Біографія
18 серпня 1910 року поступив на службу в австро-угорську армію. Учасник Першої світової війни. Після війни продовжив службу в австрійській армії. Після аншлюсу 15 березня 1938 року автоматично перейшов у вермахт. З 1 серпня 1938 року — у штабі 10-го артилерійського полку, одночасно з 15 серпня по 10 жовтня 1938 року — директор курсу інструкторського штабу А артилерійського училища Ютербога. З 25 червня 1939 року — начальник оперативного відділу генштабу 251-ї піхотної дивізії, одночасно з 1 липня 1939 року — при артилерійському командирі 17. 25 жовтня 1939 року призначений начальником штабу 36-го вищого командування, проте того ж дня потрапив у залізничну катастрофу і був відправлений на тривале лікування. З 5 жовтня 1940 року — артилерійський командир 27. З 1 січня 1942 року — вищий артилерійський командир 308. З 8 січня 1942 року — командир 296-ї піхотної дивізії. 1 травня 1942 року відправлений у резерв ОКГ. З 10 серпня 1942 року — артилерійський командир 141. З 20 вересня 1942 року — вищий артилерійський командир 305. 1 травня 1944 року знову відправлений у резерв ОКГ через хворобу. Помер під час хірургічної операції.

## Звання
- Лейтенант (16 серпня 1910)
- Обер-лейтенант (1 червня 1914)
- Гауптман (1 травня 1917)
- Титулярний майор (6 липня 1921)
- Штабс-гауптман (1 березня 1923)
- Майор (14 грудня 1926)
- Оберст-лейтенант (15 січня 1929)
- Оберст (26 червня 1933)
- Генерал-майор (1 грудня 1939)
- Генерал-лейтенант (1 грудня 1941)

## Нагороди
- Пам'ятний хрест 1912/13
- Бронзова і срібна медаль «За військові заслуги» (Австро-Угорщина) з мечами
- Хрест «За військові заслуги» (Австро-Угорщина) 3-го класу з військовою відзнакою і мечами
- Орден Залізної Корони 3-го класу з військовою відзнакою і мечами — нагороджений двічі.
- Військовий Хрест Карла
- Медаль «За поранення» (Австро-Угорщина) з однією смугою
- Залізний хрест 2-го класу
- Пам'ятна військова медаль (Австрія) з мечами
- Пам'ятна військова медаль (Угорщина) з мечами
- Хрест «За вислугу років» (Австрія) 2-го класу для офіцерів (25 років)
- Орден Заслуг (Австрія), лицарський хрест 1-го класу
- Орден Заслуг (Угорщина) 2-го класу
- Почесний хрест ветерана війни з мечами
- Медаль «За вислугу років у Вермахті» 4-го, 3-го, 2-го і 1-го класу (25 років)
- Нагрудний знак «За поранення» в чорному
- Застібка до Залізного хреста 2-го класу
- Залізний хрест 1-го класу
- Німецький хрест в золоті (8 жовтня 1943)